# Microregione di Teresina
Teresina è una microregione del Piauí in Brasile, appartenente alla mesoregione di Centro-Norte Piauiense.
È una suddivisione creata puramente per fini statistici, pertanto non è un'entità politica o amministrativa.

## Comuni
È suddivisa in 14 comuni:
- Altos
- Beneditinos
- Coivaras
- Curralinhos
- Demerval Lobão
- José de Freitas
- Lagoa Alegre
- Lagoa do Piauí
- Miguel Leão
- Monsenhor Gil
- Nazária
- Pau d'Arco do Piauí
- Teresina
- União